# Justine Paris
Pour les articles homonymes, voir Paris (homonymie).
Justine Bienfait, dite Paris (1705-1774) est une courtisane et entremetteuse française qui a tenu plusieurs des plus célèbres bordels du Paris  du milieu du XVIIIe siècle. Elle était l’une des plus connues et des plus florissantes de sa profession. Casanova l’a décrite avec son bordel dans ses Mémoires. Il a été suggéré qu’elle avait servi de modèle au marquis de Sade pour son personnage-titre de Juliette.

## Biographie
Selon les témoignages, la Paris était une courtisane à succès et de renommée internationale avant d’ouvrir la première de plusieurs maisons closes. En vingt ans, à partir environ de 1730, elle a tenu un bordel bien connu de la rue de Bagneux, dans le faubourg Saint-Germain, décrit peut-être le plus exclusif du Paris de l’époque. En 1750, à la suite d’une émeute, elle a ouvert une maison close à l’Hôtel du Roule qui a connu la célébrité avant d’être repris par la Carlier.
Casanova a décrit sa maison close de l’Hôtel du Roule qui était située hors les murs de Paris : comme la clientèle ne pouvait s’y rendre à pied, la plupart venait de la classe supérieure. Alors que pas plus de trois prostituées travaillaient à tout moment dans la plupart des maisons closes parisiennes du milieu du XVIIIe siècle, la Paris en employait quatorze qu’elle faisait, en outre, instruire par un maitre d’écriture, de danse et de musique. Casanova affirme qu’elle faisait payer à l’heure. La police tolérait l’activité de la Paris, comme celle des autres entremetteuses pratiquant la prostitution d’élite pour les clients de la noblesse, tant qu’elle lui servait d’informatrice en la tenant au courant des activités, des affaires et de la vie de son personnel et de ses clients importants.
Les couples dont la relation était réprouvée, tels qu’une femme mariée et son amant, pouvaient également y louer des chambres. Ce service offert dans le célèbre bordel était très connu. La Paris, qui devait, par la suite, se mettre en compagnie avec la Gourdan, changeait de personnel tous les six mois et, selon Casanova, ses prostituées avaient toujours une grande variété de couleur de cheveux, de taille et autres différents attributs, pour pouvoir satisfaire les gouts de tous les clients. Elle finançait également des « dames entretenues » ou courtisanes pour les clients qui pouvaient se réserver un membre de son personnel en payant ses dettes et la conserver comme sa maitresse professionnelle.
En février 1752, la Paris fut jugée et incarcérée sous l’accusation d’avoir séduit un enfant d’une famille noble de douze ans, dans une affaire qui attira l’attention. En 1774, elle a rencontré la Gourdan à l’hôpital tout en subissant un traitement pour la syphilis. Ensemble, elles ont fondé ce qui est peut-être le plus grand de tous les bordels du XVIIIe siècle en France. Cependant, elle est morte de la syphilis plus tard la même année.